# Live in Cleveland
Live in Cleveland is een livealbum van Meat Loaf. het album bevat hoofdzakelijk nummers die ook op het album Bat Out of Hell staan en twee klassiekers die Meat Loaf gecoverd heeft. De titel is misleidend, want het album is niet in Cleveland opgenomen maar in het Hammersmith Odeon te Londen.

## Lijst van nummers
1. "Boléro"
2. "Bat out of Hell"
3. "You Took the Words Right Out of My Mouth (Hot Summer Night)"
4. "All Revved Up with No Place to Go"
5. "Paradise by the Dashboard Light"
6. "Johnny B. Goode" (Chuck Berry)
7. "River Deep Mountain High" (Elly Greenwich/Jeff Barry/Phil Spector - origineel door Ike & Tina Turner)
8. "Two Out of Three Ain't Bad"
9. "All Revved Up with No Place to Go (Reprise)"

## Medewerkenden
- Meat Loaf - zang
- Bob Kulick - gitaar
- Bruce Kulick - gitaar
- Steve Buslowe - basgitaar
- Jim Steinman - piano, achtergrondkoor
- Paul Glanz - keyboard
- Joe Stefko - drum
- Karla DeVito - achtergrondkoor
- Rory Dodd - achtergrondkoor

## Heruitgave
Het album is heruitgegeven in 1992 onder de titel Hot as Hell, maar zonder de nummers "Boléro" en "Two Out of Three Ain't Bad". Beide delen van "All Revved Up With No Place to Go" werden samengevoegd tot een single.